# Suffren-Klasse (1965)
Die Suffren-Klasse war eine Klasse von zwei Lenkwaffenzerstörern der französischen Marine.

## Geschichte
Die Entwicklung der Suffren-Klasse begann aufgrund der Forderung der französischen Marineleitung nach einem Begleitfahrzeug für die großen Flottenflugzeugträger Clemenceau und Foch. Aufgabe dieser Schiffe war die Kontrolle des Luftraumes und die U-Bootabwehr. Suffren lief am 15. Mai 1965 in der Marinewerft von Lorient vom Stapel und wurde im Juli 1967 in Dienst gestellt. Das Schwesterschiff Duquesne lief am 12. Februar 1966 vom Stapel und wurde im April 1970 in Dienst gestellt. Bereits Ende der 1970er Jahre wurden die Schiffe modernisiert.

## Technische Beschreibung
Die Suffren-Klasse ist eine gelungene Konstruktion ihrer Zeit. Besonderes Augenmerk legten die Konstrukteure auf die Überlebensfähigkeit des Schiffes während eines atomaren Konfliktes. Dazu war es notwendig das gesamte Schiff so zu konzipieren, dass die Besatzung jeden erdenklichen Punkt des Schiffes erreichen konnte, ohne an Deck gehen zu müssen. Auf diese Weise mussten die Wohnräume konzeptionell anders angelegt werden als in anderen Schiffen. Sie befinden sich bei der Suffren-Klasse nur im Mittelteil des Schiffes und tief im Rumpf des Schiffes selbst. Vor dem eigentlichen Turm der Radaranlage befindet sich der auffällige Aufbau der Luftraumüberwachungsanlage. Bis auf den massiven Aufbau und den Radartum sind alle Decksaufbauten klein gehalten, was eine Radarerkennung durch feindliche Schiffe sehr erschwert.

### Bewaffnung
Als Raketenzerstörer konzipiert sind Lenkwaffen die Hauptbewaffnung. Verwendet werden vier Seezielflugkörper MM.38 Exocet, 48 Luftabwehrflugkörper Masurca und 13 U-Bootabwehrraketen Malafon. Artilleristisch ist die Suffren-Klasse mit zwei 100-mm-Kanonen der Firma Creusot-Loire bewaffnet. Die Feuerleitung für Flugkörper und Artillerie erfolgt getrennt. Die Geschütze können auch eigenständig agieren, wenn die zentrale Feuerleitung ausfällt. Dazu wurden sie mit eigenen FuMe-Waffenleitanlagen ausgerüstet. Des Weiteren verfügt die Suffren-Klasse über vier Torpedowerfer für 10 533-mm-Torpedos DTCN L5. Zu Beginn verfügte die Suffren-Klasse über zwei 30-mm-Maschinenkanonen am Heck, die später durch vier bis sechs 20-mm-Maschinenkanonen ersetzt wurden.

### Luftraumüberwachung und U-Booterkennung
Das Auffälligste an den Schiffen der Suffren-Klasse ist der tropfenförmige Dom der Radaranlage. In diesem elf Meter hohen Aufbau befinden sich eine See- und Luftraumüberwachungsstation DR. BV.-50 und die Navigationsradaranlage DR. BN.-32. Diese Anlagen garantieren eine 360° umfassende Rundumüberwachung. Weiterhin sind ECM-Anlagen installiert, die gegnerisches Radar stören und das eigene Radar schützen sollen. Zur U-Booterkennung verfügt die Suffren-Klasse über ein am Bug installiertes Sonar DU. BV.-23. Mit diesem ist eine 360°-Rundumsuche sowohl aktiv als auch mit passiven Suchläufen möglich. Am Heck ist ein Schleppsonar DU. BV.-43. Dieses kann an einem Versorgungskabel bis zu 200 m hinter dem Schiff hergezogen werden. Dabei kann die Suffren-Klasse immer noch 24 kn Höchstgeschwindigkeit laufen.

### Nachfolger
Als Nachfolger wurde 2007 die Horizon-Klasse bei der französischen und italienischen Marine eingeführlt.

## Einheiten
| Kennung | Name     | Bauwerft           | Kiellegung        | Stapellauf       | Indienststellung | Außerdienststellung |
| ------- | -------- | ------------------ | ----------------- | ---------------- | ---------------- | ------------------- |
| D602    | Suffren  | Arsenal de Brest   | 21. Dezember 1962 | 15. Mai 1965     | 20. Juli 1967    | 2. April 2001       |
| D603    | Duquesne | Arsenal de Lorient | November 1964     | 12. Februar 1966 | 1. April 1970    | 2007                |